# Murat Chraczow
Murat Pietrowicz Chraczow (ros.: Мурат Петрович Храчёв; ur. 25 lipca 1983 w Czerkiesku) – rosyjski bokser. Brązowy medalista olimpijski z 2004. 

## Starty olimpijskie
Ateny 2004
- waga lekka - brąz